# Robot Chicken
Robot Chicken is een Amerikaanse stop-motion animatieserie gecreëerd door Seth Green en Matthew Senreich. Beide zitten ook in het schrijversteam en hebben sommige afleveringen geregisseerd. Green spreekt ook veel stemmen in voor de serie. Het wordt in Amerika uitgezonden door Adult Swim.
De serie ging op 20 februari 2005 in première. Een aflevering duurt gemiddeld 12 minuten en bevat verschillende sketches die in lengte variëren van enkele seconden tot enkele minuten.

## Opzet
De serie is een sketchcomedy die een parodie maakt op verschillende elementen uit de volkscultuur, voornamelijk film, televisie en speelgoed. Meestal betreft het hier vrij recente films en series, maar soms worden ook minder bekende of oudere films op de hak genomen. Hierbij wordt gebruikgemaakt van stop motion van speelgoed, actiefiguren, poppen en klei-animatie voor de speciale effecten.
De serie plaatst fictieve karakters (vaak uit films) in een realistische wereld of situaties, zoals Optimus Prime die een publieke mededeling doet over zijn prostaatkanker en Godzilla die problemen in de slaapkamer heeft. Ook heeft Robot Chicken een 30 minuten durende aflevering die over Star Wars gaat. Deze aflevering was genomineerd voor een Emmy Award: Oustanding Animated Program in 2008. Een terugkerend element is Hilarious Bloopers, dat een parodie is op America's Funniest Home Videos met Bob Saget, waar de bloopers worden overdreven en de sketch eindigt met de presentator die zelfmoord pleegt.

## Naam
De naam is geïnspireerd op een gerecht in een Chinees restaurant in West Hollywood, Kung Pao Bistro, waar Green en Senreich hadden gedineerd.
De enige referentie naar de naam van de show zit in het introfilmpje. Dat begint met een gestoorde professor die een dode kip langs de weg ziet liggen. Hij neemt deze mee naar zijn laboratorium en maakt van hem een cyborg. Daarna zet de professor hem in een stoel en gebruikt een speculum om zijn ogen open te houden om naar verschillende tv-schermen te kijken (wat een verwijzing is naar A Clockwork Orange). In de Star Wars Special is de opening echter anders: de kip verandert dan in Darth Vader, zoals gebeurt in Star Wars: Episode III: Revenge of the Sith, met de gestoorde professor in de rol van Darth Sidious.

## Stemacteurs
Seth Green is de primaire stemacteur van de serie. Daarnaast werken de volgende mensen eraan mee:

### Hoofdcast
| - Candace Bailey - Abraham Benrubi - Alex Borstein - Leah Cevoli - Rachael Leigh Cook - Hugh Davidson - Eden Espinosa | - Donald Faison - Tamara Garfield - Sarah Michelle Gellar - Ginnifer Goodwin - Clare Grant - Jamie Kaler - Mila Kunis | - Jordan Ladd - Seth MacFarlane - Breckin Meyer - Dan Milano - Chad Morgan - Tom Root - Matthew Senreich | - Amy Smart - Kevin Shinick - Adam Talbott - Zeb Wells - Victor Yerrid |

### Gastrollen
| - Scott Adsit - Sean Astin - Sebastian Bach - Robin Bain - Diora Baird - Sasha Barrese - Lance Bass - Ahmed Best - Michael Ian Black - Wayne Brady - Eugene Byrd - Dean Cain - Bruce Campbell - Linda Cardellini - Robert Carradine - Emma Caulfield - Kyle Chandler - Kristin Chenoweth - Emmanuelle Chriqui - Michael Chiklis - Erika Christensen - Diablo Cody - Gary Coleman - Kevin Connolly - Josh Cooke - Abbie Cornish - Dave Coulier - Chace Crawford - Macaulay Culkin - Robert Culp - Alan Cumming - Jean-Claude Van Damme - Anthony Daniels - Rosario Dawson - Dom DeLuise - Dustin Diamond | - Phyllis Diller - Snoop Dogg - Dr. Drew - Clark Duke - Zac Efron - Chris Evans - Joey Fatone - David Faustino - Jon Favreau - Corey Feldman - Miguel Ferrer - Nathan Fillion - Carrie Fisher - Kirk Fogg - Dan Fogler - Alfonso Freeman - Nick Frost - Soleil Moon Frye - Peter Gallagher - Donald Glover - Zachary Gordon - Mark-Paul Gosselaar - Topher Grace - Spencer Grammer - Cee-Lo Green - Melanie Griffith - Josh Groban - Greg Grunberg - Corey Haim - Mark Hamill - Alyson Hannigan - Colin Hanks - Neil Patrick Harris - Melissa Joan Hart - Dennis Haskins - David Hasselhoff | - Ethan Hawke - Jon Heder - Hugh Hefner - Mike Henry - Hulk Hogan - Michael Hogan - Kelly Hu - Vanessa Hudgens - Gregory Itzin - Scarlett Johansson - Rashida Jones - Monica Keena - Jimmy Kimmel - Don Knotts - Ashton Kutcher - Phil LaMarr - Mike Lazzo - Stan Lee - Matthew Lillard - Mario Lopez - George Lucas - Ludacris - Holly Madison - Lee Majors - Bridget Marquardt - James Marsden - Danny Masterson - Ming-Na - William Mapother - Malcolm McDowell - John C. McGinley - Joel McHale - Julian McMahon - Rove McManus - Shane McRae - Jim Meskimen | - Sir Mix-a-Lot - Katy Mixon - Ronald D. Moore - Pat Morita - Olivia Munn - Conan O'Brien - Pat O'Brien - Raymond Ochoa - Sandra Oh - Masi Oka - Master P - Adrianne Palicki - Hayden Panettiere - Chris Parnell - Simon Pegg - Ron Perlman - Katelin Peterson - Roddy Piper - Scott Porter - Freddie Prinze jr. - Zachary Quinto - Josh Radnor - Efren Ramirez - Marion Ramsey - Burt Reynolds - Alfonso Ribeiro - Andy Richter - Paul Rudd - Debra Jo Rupp - Katee Sackhoff - Meredith Salenger - Rick Schroder - Ryan Seacrest - Dave Sheridan - Dax Shepard - Sarah Silverman | - Gene Simmons - Nick Simmons - Christian Slater - Jean Smart - Robert Smigel - Kurtwood Smith - Hal Sparks - Emma Stone - Patrick Stump - Cree Summer - Marc Summers - T-Pain - Tila Tequila - Charlize Theron - Lea Thompson - Rory Thost - Stuart Townsend - Michelle Trachtenberg - Triple H - Alan Tudyk - Robin Tunney - Skeet Ulrich - Wilmer Valderrama - James Van Der Beek - Milo Ventimiglia - Lark Voorhies - Patrick Warburton - Erik Weiner - Joss Whedon - Kendra Wilkinson - Billy Dee Williams - Michael Winslow - Elijah Wood - Matthew Wood - "Weird Al" Yankovic - Tay Zonday |

### Overige stemmen
| - Michael Benyaer - Bob Bergen - Julianne Buescher - Keith Crofford - Jim Cummings - Jeannie Elias - Mike Fasolo - Bill Farmer | - Keith Ferguson - Quinton Flynn - Danny Goldman - Tom Kane - George Lowe - Roger L. Jackson - Drew Massey - Patrick Pinney | - Bill Ratner - Adam Reed - Susan Silo - Danny Smith - Dana Snyder - Stephen Stanton - Fred Tatasciore - Frank Welker |